# Terêncio de Pesaro
Terêncio de Pesaro (português brasileiro) ou Teréncio de Pesaro (português europeu) (em italiano:  Terenzio) é o santo padroeiro de Pesaro. Dependendo da tradição, ele foi o primeiro bispo da cidade ou um santo militar.

## Duas histórias
De acordo com a tradição, ele era oriundo da Panônia e fugiu para a costa do Adriático para escapar da perseguição de Décio (c. 250-251). Lá, ele foi capturado, morto e seu corpo foi atirado num desfiladeiro próximo das termas (chamadas de acqua mala ou acqua cattiva localmente), perto de Pesaro.. Acredita-se que o local de seu martírio seja a região chamada de Apsella di Montelabbate, perto da Abadia de San Tomaso, em Foglia, que contém termas sulfurosas e é localmente chamada de l'Acqua di S. Terencio.
Uma outra tradição faz de São Terêncio o primeiro bispo de Pesaro e um nativo da cidade. As representações artísticas mais antigas de Terêncio o apresentam como um bispo já idoso. Porém, as representações posteriores passaram a apresentá-lo como jovem em uniforme militar, com a palma do martírio em uma mão e um modelo da cidade de Pesaro na outra, fazendo dele um santo militar. Giovanni Antonio Bellinzoni de Pesaro (ca. 1415 – ca. 1477), por exemplo, pintou-o desta forma.

## Veneração
Seu corpo pode ter sido enterrado pelo bispo Florêncio de Pesaro fora da cidade, próximo a Caprile, que é chamada em documentos antigos de Valle di S. Terenzio. Outra tradição afirma que seu corpo foi enterrado por uma mulher chamada Teodósia e suas relíquias foram depois transladadas primeiro para a basílica de San Decenzio (atual Chiesa del Cimitero Centrale) e depois, no século VI, para a nova Catedral de Pesaro, desta vez pelo bispo Félix de Pesaro.
As relíquias, abrigadas inicialmente numa cripta, foram transferidas por Giovanni Benedetti em 1447 para um grande altar, dentro de uma urna de madeira pintada por Bellinzoni. A urna está atualmente no Museo Civico, no Palazzo Toschi-Mosca, e as relíquias foram colocadas numa nova urna, desta vez abrigada numa nova capela inaugurada em 1909, onde se lê: CIVITAS PISAURENSIS TUTELARI SUO A.D. MCMIX.
Como santo militar, acredita-se que Terêncio tenha aparecido duas vezes na cidade em períodos de crise, a segunda em 9 de junho de 1793, no tempo da República Cisalpina, quando Pesaro foi cercada por tropas francesas: um cavaleiro apareceu nas muralhas da cidade acompanhado por uma mulher que distribuía munições. A visão aterrorizou tanto os franceses que o cerco foi levantado. Em agradecimento, Terêncio foi oficialmente proclamado patrono da cidade em 20 de março de 1802.
A representação artística mais famosa de Terêncio é na forma de um jovem soldado e está numa predela do "Retábulo de Pesaro" (Pala di Pesaro) de Giovanni Bellini, "A Coroação da Virgem" (c. 1475-1480); nela, Terêncio, o padroeiro da cidade, segura um modelo da Nuova Rocca ou "Fortezza Constanzo", a cidadela de Pesaro recém-construída na época por Constanzo Sforza.